# Jean-Baptiste Gobel
Jean-Baptiste-Joseph Gobel (ur. 1 września 1727, zm. 12 kwietnia 1794) – francuski duchowny katolicki i polityk okresu rewolucji francuskiej.

## Biografia
Jean-Baptiste-Joseph Gobel urodził się w Thann w Alzacji. Studiował teologię w kolegium jezuickim w Rzymie. Po ukończeniu studiów został członkiem jezuickiej kapituły w Porrentruy i biskupem tytularnym Lod. Od 1772 pełnił funkcję biskupa pomocniczego diecezji bazylejskiej dla jej francuskiej części.
Punktem zwrotnym w jego karierze był okres rewolucji francuskiej. Opowiedział się za reformą ustroju Kościoła katolickiego we Francji. Był jednym z autorów Konstytucji cywilnej dla kleru oraz konsekratorem kilku biskupów konstytucyjnych co stało się powodem jego suspendowania przez papieża Piusa VI.
Od 27 marca 1791 roku pełnił funkcję konstytucyjnego arcybiskupa Paryża. Pełnienia przez niego tej godności nie uznał wierny papieżowi Kościół katolicki. 8 listopada 1792 roku został mianowany cywilnym administratorem Paryża.
W czasie swoich rządów publicznie deklarował poglądy antyklerykalne i sprzeciwiał się celibatowi księży. 7 listopada 1793 roku stając przed Konwentem Narodowym zrezygnował z wszelkich funkcji kościelnych, nigdy jednak nie dokonał formalnego aktu apostazji.
Został skazany na śmierć wraz z: Jakubem Hébertem, Pierre'em Chaumettem oraz Anacharsisem Clootsem i zgilotynowany 12 kwietnia 1794 roku. W obliczu śmierci powrócił na łono Kościoła katolickiego. Przed ścięciem miał krzyknąć: Niech żyje Jezus Chrystus!